# Marek Zelent
Marek Jan Zelent (ur. 27 grudnia 1937 w Warszawie) – polski działacz partyjny i państwowy, doktor nauk rolniczych, w latach 1978–1989 wicewojewoda siedlecki.

## Życiorys
Syn Stanisława i Stefanii. Ukończył studia z inżynierii rolnictwa i obronił doktorat. W 1959 wstąpił do Polskiej Zjednoczonej Partii Robotniczej. Od 1978 do 1989 pełnił funkcję wicewojewody siedleckiego, odpowiedzialnego za sprawy rolne i gospodarkę żywnościową. W latach 1978–1981 i 1984–1989 pozostawał członkiem Komitetu Wojewódzkiego PZPR w Siedlcach, od 1980 do 1981 zasiadał w jego egzekutywie.